# NGC 6304
NGC 6304 là cụm sao cầu trong chòm sao Xà Phu. William Herschel phát hiện ra cụm sao bằng cách sử dụng kính viễn vọng phản xạ 18,5 inch (47 cm) f/13 vào năm 1786. Nó cách Trái Đất khoảng 19.000 năm ánh sáng, gần chỗ phình trung tâm của Dải Ngân hà.

## Xem thêm

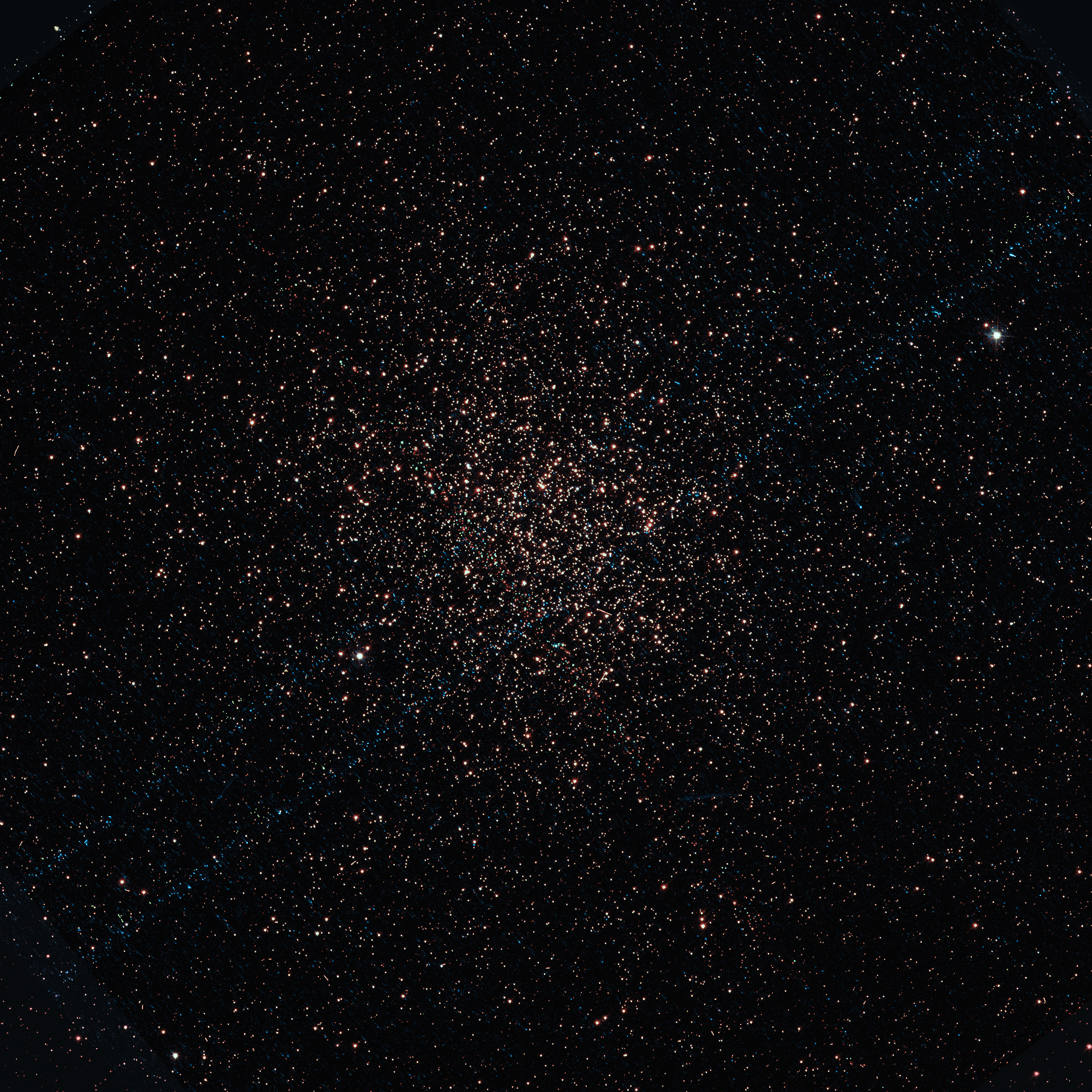
Cụm sao cầu NGC 6304, chụp bởi HST (WFC3).